# Olympische Winterspiele 1994/Teilnehmer (Österreich)
| Gelbes Symbol für Goldmedaillen mit stilisierten Olympischen Ringen | Graues Symbol für Silbermedaillen mit stilisierten Olympischen Ringen | Braundes Symbol für Bronzemedaillen mit stilisierten Olympischen Ringen |
| ------------------------------------------------------------------- | --------------------------------------------------------------------- | ----------------------------------------------------------------------- |
| 2                                                                   | 3                                                                     | 4                                                                       |

Bei den Olympischen Spielen 1994 im norwegischen Lillehammer stellte das Österreichische Olympische Comité 80 Sportler, welche in zehn Sportdisziplinen antraten.

## Flaggenträger
Fahnenträgerin bei der Eröffnungsfeier war die Alpine Skirennläuferin Anita Wachter.

## Medaillen

### Medaillenspiegel
| Rang   | Sportart       | Gold | Silber | Bronze | Gesamt |
| ------ | -------------- | ---- | ------ | ------ | ------ |
| 1      | Ski Alpin      | 1    | 1      | 1      | 3      |
| 2      | Eisschnelllauf | 1    | 1      | —      | 2      |
| 3      | Rennrodeln     | —    | 1      | 1      | 1      |
| 4      | Skispringen    | —    | —      | 2      | 2      |
| Gesamt | Gesamt         | 2    | 3      | 4      | 9      |

### Medaillengewinner
| Name/n                                                            | Sportart       | Wettkampf              |
| ----------------------------------------------------------------- | -------------- | ---------------------- |
| Gold                                                              |                |                        |
| Thomas Stangassinger                                              | Ski Alpin      | Slalom                 |
| Emese Hunyady                                                     | Eisschnelllauf | 1500 m                 |
| Silber                                                            |                |                        |
| Emese Hunyady                                                     | Eisschnelllauf | 3000 m                 |
| Elfi Eder                                                         | Ski Alpin      | Slalom                 |
| Markus Prock                                                      | Rennrodeln     | Einsitzer              |
| Bronze                                                            |                |                        |
| Christian Mayer                                                   | Ski Alpin      | Riesenslalom           |
| Andrea Tagwerker                                                  | Rennrodeln     | Einsitzer              |
| Andreas Goldberger                                                | Skispringen    | Großschanze            |
| Andreas Goldberger Stefan Horngacher Heinz Kuttin Christian Moser | Skispringen    | Großschanze Mannschaft |

## Teilnehmer

### Biathlon
| Athleten                                                          | Wettbewerbe       | Zeit        | Fehler      | Rang |
| ----------------------------------------------------------------- | ----------------- | ----------- | ----------- | ---- |
| Alfred Eder                                                       | 20 km Einzel      | 59:43,9 min | 0           | 10   |
| Ludwig Gredler                                                    | 10 km Sprint      | 29:05,4 min | 2 (0+2)     | 5    |
| Ludwig Gredler                                                    | 20 km Einzel      | 1:00:21,6 h | 5 (1+1+1+2) | 18   |
| Wolfgang Perner                                                   | 10 km Sprint      | 30:31,5 min | 3 (1+2)     | 22   |
| Martin Pfurtscheller                                              | 10 km Sprint      | 31:47,2 min | 5 (2+3)     | 43   |
| Martin Pfurtscheller                                              | 20 km Einzel      | 1:03:56,4 h | 7 (2+1+1+3) | 57   |
| Franz Schuler                                                     | 10 km Sprint      | 30:55,2 min | 4 (1+3)     | 30   |
| Franz Schuler                                                     | 20 km Einzel      | 1:03:01,4 h | 7 (2+1+3+1) | 48   |
| Wolfgang Perner Ludwig Gredler Franz Schuler Martin Pfurtscheller | 4 × 10 km Staffel | 1:34:02,9 h | 2+2         | 9    |

### Bob
| Athleten                                                          | Wettbewerb | Lauf 1  | Lauf 2  | Lauf 3  | Lauf 4  | Gesamt      | Gesamt |
| Athleten                                                          | Wettbewerb | Lauf 1  | Lauf 2  | Lauf 3  | Lauf 4  | Zeit        | Rang   |
| ----------------------------------------------------------------- | ---------- | ------- | ------- | ------- | ------- | ----------- | ------ |
| Hubert Schösser Thomas Schroll                                    | Zweierbob  | 52,71 s | 53,02 s | 52,94 s | 53,26 s | 3:31,93 min | 5      |
| Kurt Einberger Martin Schützenauer                                | Zweierbob  | 53,13 s | 53,63 s | 53,32 s | 53,61 s | 3:33,69 min | 17     |
| Hubert Schösser Gerhard Redl Harald Winkler Gerhard Haidacher     | Viererbob  | 51,76 s | 52,04 s | 52,23 s | 52,37 s | 3:28,40 min | 4      |
| Kurt Einberger Thomas Bachler Carsten Nentwig Martin Schützenauer | Viererbob  | 51,94 s | 52,22 s | 52,32 s | 52,43 s | 3:28,91 min | 6      |

### Eishockey
| Athleten |                                                                                 |
| Jim Burton Marty Dallman Claus Dalpiaz Rob Doyle Michael Güntner Karl Heinzle Herbert Hohenberger Dieter Kalt Werner Kerth Martin Krainz Wolfgang Kromp Günther Lanzinger Engelbert Linder Manfred Mühr Rick Nasheim Michael Puschacher Andreas Pušnik Gerhard Pusnik Gerald Ressmann Mike Shea Brian Stankiewicz Ken Strong Martin Ulrich |                                                                                 |
| Trainer | Ken Tyler                                                                       |
| Vorrunde | Deutschland (3:4) Tschechien (3:7) Russland (1:9) Finnland (2:6) Norwegen (4:2) |
| Platzierungsspiele (9–12) | Frankreich (4:5 n. P.)                                                          |
| Spiel um Platz 11 | Norwegen (1:3)                                                                  |
| Spiel um Platz 9 | ausgeschieden                                                                   |
| Viertelfinale | ausgeschieden                                                                   |
| Platzierungsspiele (5–8) | ausgeschieden                                                                   |
| Spiel um Platz 7 | ausgeschieden                                                                   |
| Spiel um Platz 5 | ausgeschieden                                                                   |
| Halbfinale | ausgeschieden                                                                   |
| Finale / Spiel um Platz 3 | ausgeschieden                                                                   |
| Platz | 12                                                                              |

### Eisschnelllauf
| Athlet             | Wettbewerb | Zeit         | Rang   |
| ------------------ | ---------- | ------------ | ------ |
| Frauen             |            |              |        |
| Emese Hunyady      | 1000 m     | 1:20,42 min  | 7      |
| Emese Hunyady      | 1500 m     | 2:02,18 min  | Gold   |
| Emese Hunyady      | 3000 m     | 4:18,14 min  | Silber |
| Emese Antal        | 500 m      | 41,59 s      | 27     |
| Emese Antal        | 1000 m     | 1:22,34 min  | 22     |
| Emese Antal        | 1500 m     | 2:07,72 min  | 19     |
| Emese Antal        | 3000 m     | 4:27,91 min  | 13     |
| Emese Antal        | 5000 m     | 7:46,78 min  | 15     |
| Männer             |            |              |        |
| Michael Hadschieff | 1500 m     | 1:55,09 min  | 17     |
| Michael Hadschieff | 5000 m     | 6:53,02 min  | 9      |
| Michael Hadschieff | 10.000 m   | 14:12,09 min | 9      |
| Roland Brunner     | 1500 m     | 1:55,78 min  | 22     |
| Christian Eminger  | 5000 m     | 6:53,18 min  | 10     |
| Christian Eminger  | 10.000 m   | 14:15,14 min | 10     |

### Freestyle
| Athleten          | Wettbewerbe | Qualifikation | Qualifikation | Finale        | Finale        | Rang |
| Athleten          | Wettbewerbe | Punkte        | Rang          | Punkte        | Rang          | Rang |
| ----------------- | ----------- | ------------- | ------------- | ------------- | ------------- | ---- |
| Männer            |             |               |               |               |               |      |
| Christian Rijavec | Aerials     | 185,11        | 14            | ausgeschieden | ausgeschieden | 14   |

### Nordische Kombination
| Athleten                                        | Wettbewerb | Skispringen | Skispringen | Langlauf    | Langlauf | Rang |
| Athleten                                        | Wettbewerb | Punkte      | Rang        | Zeit        | Rang     | Rang |
| ----------------------------------------------- | ---------- | ----------- | ----------- | ----------- | -------- | ---- |
| Männer                                          |            |             |             |             |          |      |
| Felix Gottwald                                  | Einzel     | 190,5       | 32          | 41:26,1 min | 34       | 37   |
| Georg Riedlsperger                              | Einzel     | 193,0       | 26          | 43:00,2 min | 44       | 40   |
| Robert Stadelmann                               | Einzel     | 190,5       | 33          | 43:07,6 min | 45       | 41   |
| Mario Stecher                                   | Einzel     | 211,0       | 11          | 43:09,2 min | 47       | 27   |
| Georg Riedlsperger Mario Stecher Felix Gottwald | Mannschaft | 609,0       | 5           | 1:27:47,5 h | 11       | 9    |

### Rodeln
| Athlet                        | Wettbewerb   | Lauf 1   | Lauf 2   | Lauf 3   | Lauf 4   | Gesamt       | Gesamt |
| Athlet                        | Wettbewerb   | Lauf 1   | Lauf 2   | Lauf 3   | Lauf 4   | Zeit         | Rang   |
| ----------------------------- | ------------ | -------- | -------- | -------- | -------- | ------------ | ------ |
| Frauen                        |              |          |          |          |          |              |        |
| Andrea Tagwerker              | Einsitzer    | 48,961 s | 49,157 s | 49,277 s | 49,257 s | 3:16,652 min | Bronze |
| Doris Neuner                  | Einsitzer    | 49,331 s | 49,717 s | 49,319 s | 49,459 s | 3:17,826 min | 10     |
| Angelika Neuner               | Einsitzer    | 49,055 s | 49,152 s | 49,315 s | 49,379 s | 3:16,901 min | 4      |
| Männer                        |              |          |          |          |          |              |        |
| Markus Prock                  | Einsitzer    | 50,300 s | 50,566 s | 50,166 s | 50,552 s | 3:21,584 min | Silber |
| Gerhard Gleirscher            | Einsitzer    | 50,857 s | 50,811 s | 50,352 s | 50,549 s | 3:22,569 min | 7      |
| Markus Schmidt                | Einsitzer    | 50,664 s | 50,870 s | 50,750 s | 50,830 s | 3:23,114 min | 10     |
| Tobias Schiegl Markus Schiegl | Doppelsitzer | 48,802 s | 48,893 s | -        | -        | 1:37,695 min | 10     |

### Ski Alpin
| Athleten              | Wettbewerbe  | 1. Lauf     | 2. Lauf     | Gesamt      | Gesamt |
| Athleten              | Wettbewerbe  | 1. Lauf     | 2. Lauf     | Zeit        | Rang   |
| --------------------- | ------------ | ----------- | ----------- | ----------- | ------ |
| Frauen                |              |             |             |             |        |
| Veronika Stallmaier   | Abfahrt      | -           | -           | 1:37,94 min | 14     |
| Veronika Stallmaier   | Super-G      | -           | -           | 1:23,83 min | 22     |
| Anja Haas             | Abfahrt      | -           | -           | 1:38,98 min | 31     |
| Anja Haas             | Kombination  | 1:30,01 min | DNF         | DNF         | DNF    |
| Renate Götschl        | Abfahrt      | DNF         | DNF         | DNF         | DNF    |
| Ingrid Stöckl         | Abfahrt      | DNF         | DNF         | DNF         | DNF    |
| Ingrid Stöckl         | Kombination  | 1:29,97 min | DSQ         | DSQ         | DSQ    |
| Anita Wachter         | Super-G      | -           | -           | 1:23,01 min | 9      |
| Anita Wachter         | Riesenslalom | 1:21,18 min | 1:11,88 min | 2:33,06 min | 4      |
| Anita Wachter         | Slalom       | DNF         | DNF         | DNF         | DNF    |
| Sylvia Eder           | Super-G      | -           | -           | 1:23,51 min | 14     |
| Sylvia Eder           | Riesenslalom | 1:23,03 min | 1:13,45 min | 2:36,58 min | 14     |
| Stefanie Schuster     | Super-G      | -           | -           | 1:24,76 min | 30     |
| Alexandra Meissnitzer | Riesenslalom | DNF         | DNF         | DNF         | DNF    |
| Elfi Eder             | Slalom       | 59,54 s     | 56,81 s     | 1:56,35 min | Silber |
| Monika Maierhofer     | Slalom       | 1:01,05 min | 57,69 s     | 1:58,74 min | 12     |
| Männer                |              |             |             |             |        |
| Patrick Ortlieb       | Abfahrt      | -           | -           | 1:46,01 min | 4      |
| Hannes Trinkl         | Abfahrt      | -           | -           | 1:46,22 min | 6      |
| Hannes Trinkl         | Super-G      | DNF         | DNF         | DNF         | DNF    |
| Armin Assinger        | Abfahrt      | -           | -           | 1:46,68 min | 15     |
| Armin Assinger        | Super-G      | -           | -           | 1:33,84 min | 11     |
| Günther Mader         | Abfahrt      | -           | -           | 1:46,87 min | 19     |
| Günther Mader         | Super-G      | -           | -           | 1:33,50 min | 9      |
| Günther Mader         | Riesenslalom | 1:29,37 min | 1:24,29 min | 2:53,66 min | 11     |
| Günther Mader         | Slalom       | DNF         | DNF         | DNF         | DNF    |
| Günther Mader         | Kombination  | 1:38,46 min | 1:40,77 min | 3:19,23     | 4      |
| Hans Knauß            | Super-G      | -           | -           | 1:34,65 min | 20     |
| Hans Knauß            | Kombination  | DNF         | DNF         | DNF         | DNF    |
| Christian Mayer       | Riesenslalom | 1:28,34 min | 1:24,24 min | 2:52,58 min | Bronze |
| Christian Mayer       | Kombination  | 1:39,86 min | DNF         | DNF         | DNF    |
| Rainer Salzgeber      | Riesenslalom | 1:29,51 min | 1:23,36 min | 2:52,87 min | 5      |
| Bernhard Gstrein      | Riesenslalom | 1:29,13 min | 1:24,22 min | 2:53,35 min | 8      |
| Bernhard Gstrein      | Slalom       | DNF         | DNF         | DNF         | DNF    |
| Thomas Stangassinger  | Slalom       | 1:01,00     | 1:01,02 min | 2:02,02 min | Gold   |
| Thomas Sykora         | Slalom       | 1:02,03 min | DNF         | DNF         | DNF    |

### Skilanglauf
| Athleten        | Wettbewerbe      | Zeit        | Rang |
| --------------- | ---------------- | ----------- | ---- |
| Männer          |                  |             |      |
| Alois Stadlober | 10 km klassisch  | 25:25,4 min | 10   |
| Alois Stadlober | 15 km Verfolgung | 1:02:57,1 h | 11   |
| Alois Stadlober | 50 km Freistil   | 2:13:13,5 h | 15   |

### Skispringen
| Athleten                                                          | Wettbewerb             | 1. Durchgang                    | 1. Durchgang | 2. Durchgang                    | 2. Durchgang | Gesamt | Gesamt |
| Athleten                                                          | Wettbewerb             | Weite                           | Punkte       | Weite                           | Punkte       | Punkte | Rang   |
| ----------------------------------------------------------------- | ---------------------- | ------------------------------- | ------------ | ------------------------------- | ------------ | ------ | ------ |
| Heinz Kuttin                                                      | Normalschanze          | 94,0 m                          | 121,5        | 79,5 m                          | 91,5         | 213,0  | 25     |
| Heinz Kuttin                                                      | Großschanze            | 113,0 m                         | 103,4        | 112,5 m                         | 104,0        | 207,4  | 12     |
| Andreas Goldberger                                                | Normalschanze          | 98,0 m                          | 134,0        | 93,5 m                          | 124,0        | 258,0  | 7      |
| Andreas Goldberger                                                | Großschanze            | 128,5 m                         | 133,8        | 121,5 m                         | 121,2        | 255,0  | Bronze |
| Stefan Horngacher                                                 | Normalschanze          | 94,5 m                          | 124,0        | 94,5 m                          | 118,5        | 242,5  | 12     |
| Stefan Horngacher                                                 | Großschanze            | 107,5 m                         | 93,0         | 105,0                           | 88,5         | 181,5  | 19     |
| Christian Moser                                                   | Normalschanze          | 92,0 m                          | 121,0        | 95,0 m                          | 125,0        | 246,0  | 10     |
| Christian Moser                                                   | Großschanze            | 103,5 m                         | 83,3         | 99,0                            | 77,2         | 160,5  | 26     |
| Andreas Goldberger Heinz Kuttin Stefan Horngacher Christian Moser | Großschanze Mannschaft | 115,0 m 122,5 m 124,0 m 123,5 m | 472,0        | 117,5 m 105,0 m 120,5 m 127,5 m | 446,9        | 918,9  | Bronze |